# Dioctria atricapilla
Dioctria atricapilla là một loài ruồi trong họ Asilidae. Dioctria atricapilla được Meigen miêu tả năm 1804.

## Hình ảnh

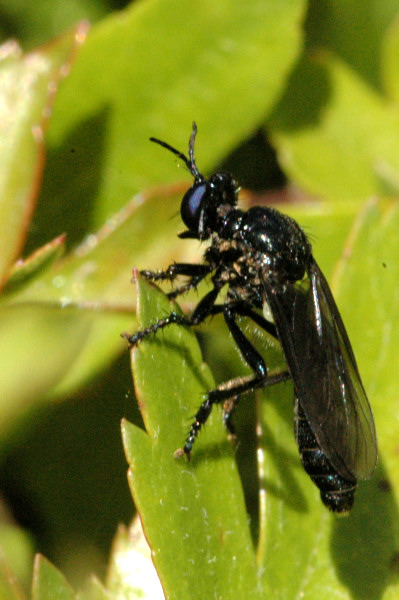
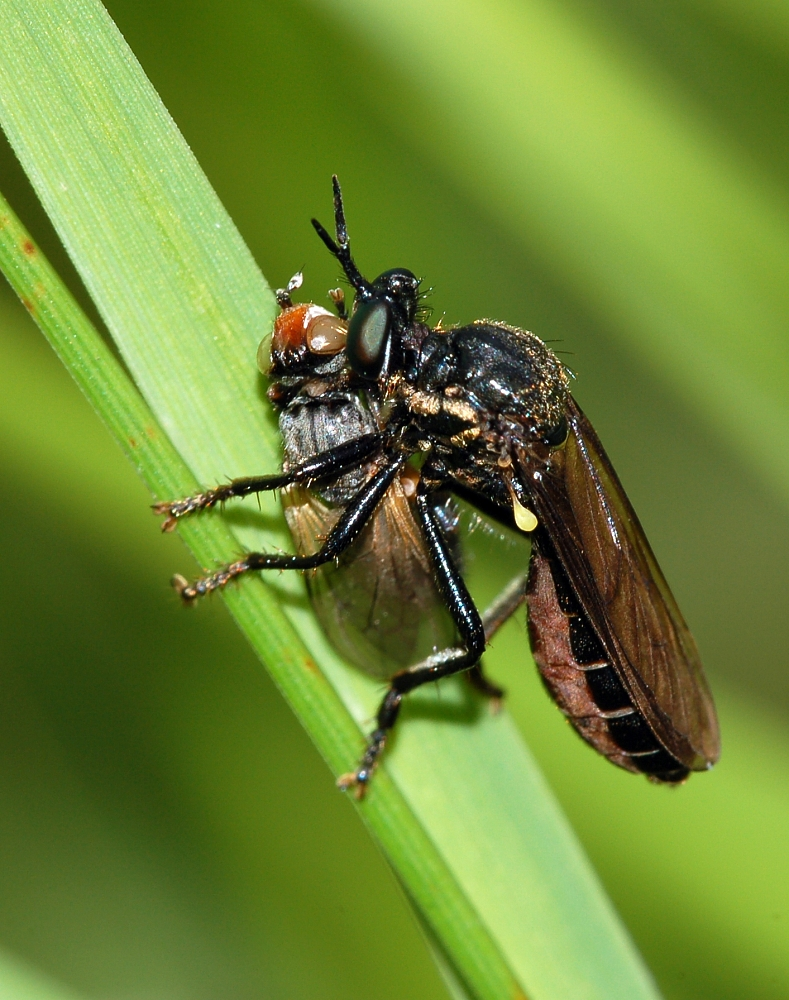
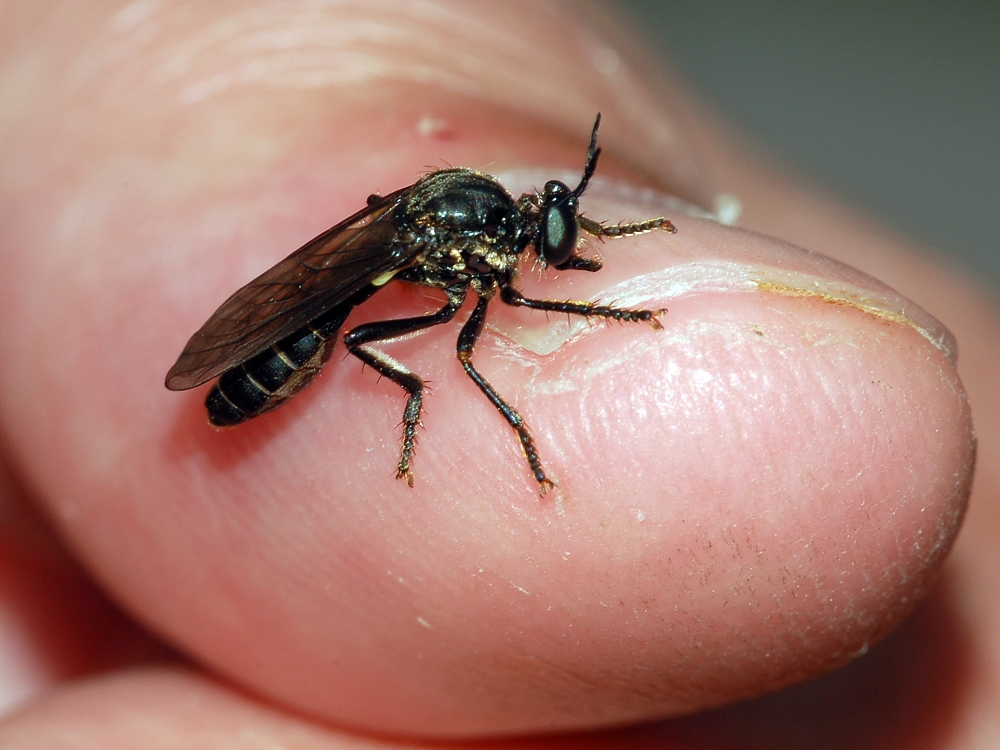